# Мельница (Тосненский район)
Ме́льница — деревня Тосненского городского поселения Тосненского района Ленинградской области.

## История
МЕЛЬНИЦА (БЕРЕЗОВКА) — деревня при реке Пильне, Мельницкого сельского общества, прихода села Марьина.

Дворов крестьянских — 28. Строений — 146, в том числе жилых — 40. Кузница.

Число жителей по семейным спискам 1879 г.: 70 м. п., 77 ж. п.; по приходским сведениям 1879 г.: 73 м. п., 80 ж. п. (1884 год)

В конце XIX — начале XX века деревня административно относилась к Марьинской волости 1-го стана 1-го земского участка Новгородского уезда Новгородской губернии.

МЕЛЬНИЦА (БЕРЁЗОВКА) — деревня Мельницкого сельского общества, дворов — 33, жилых домов — 30, число жителей: 106 м. п., 99 ж. п. 

Занятия жителей — земледелие, выделка горшков, отхожие промыслы. Хлебозапасный магазин, 2 мелочных лавки, 3 горшечных завода. (1907 год)

Согласно военно-топографической карте Петроградской и Новгородской губерний издания 1917 года деревня Мельница насчитывала 19 крестьянских дворов.
С 1917 по 1927 год деревня Мельница входила в состав Любанской волости Новгородского уезда Новгородской губернии.
С 1927 года в составе Андриановского сельсовета Любанского района Ленинградской области.
С 1930 года в составе Тосненского района.
По данным 1933 года деревня Мельница входила в состав Андриановского сельсовета Тосненского района.
- План деревни Мельница. 1939 год

Согласно топографической карте 1939 года деревня насчитывала 25 дворов.
Деревня была освобождена от немецко-фашистских оккупантов 28 января 1944 года.
В 1965 году население деревни Мельница составляло 90 человек.
По данным 1966 и 1973 годов деревня также находилась в составе Андриановского сельсовета.
По данным 1990 года деревня Мельница входила в состав Тарасовского сельсовета Тосненского района.
В 1997 году в деревне Мельница Тарасовской волости проживали 20 человек, в 2002 году — 29 человек (русские — 90 %).
В 2007 году в деревне Мельница Тосненского ГП — 15 человек.

## География
Деревня расположена в центральной части района на автодороге 41К-882 (Ушаки — Гуммолово), к западу от автодороги М10 (E 95) «Россия».
Расстояние до административного центра поселения — 19 км.
Расстояние до ближайшей железнодорожной станции Ушаки — 13 км.
Через деревню протекает река Пялья (в деревне через неё переброшен железобетонный односводчатый мост).

## Демография
| 2007 | 2010 | 2017 |
| ---- | ---- | ---- |
| 15   | ↗30  | ↗34  |